# Sportler des Jahres 1958 (Deutschland)
Die besten deutschen Sportler des Jahres 1958 wurden am 14. Dezember in der Kleinen Westfalenhalle in Dortmund ausgezeichnet. Veranstaltet wurde die Wahl zum 12. Mal von der Internationalen Sport-Korrespondenz (ISK). An der Wahl beteiligten sich 455 deutsche Sportjournalisten (sowohl aus der Bundesrepublik als auch aus der DDR), die den Springreiter Fritz Thiedemann auf den ersten Platz wählten. Thiedemann erhielt dabei 2812 Punkte und wurde von 108 Journalisten an erster Stelle genannt, knapp vor dem Boxer Bubi Scholz. Beste Frau in der Rangliste war auf der elften Position die Leichtathletin Marianne Werner, die somit als Sportlerin des Jahres ausgezeichnet wurde. Als Mannschaft des Jahres wurde die Leichtathletiknationalmannschaft geehrt.

## Einzelsportler
|     | Sportler/Sportlerin | Sportart       | Punkte | Erfolge 1958                                                        |
| --- | ------------------- | -------------- | ------ | ------------------------------------------------------------------- |
| 1.  | Fritz Thiedemann    | Springreiten   | 2812   | Europameister im Springreiten und Sieger des deutschen Springderbys |
| 2.  | Bubi Scholz         | Boxen          | 2787   | Europameister im Mittelgewicht                                      |
| 3.  | Manfred Germar      | Leichtathletik | 2502   | Europameister über 200 Meter                                        |
| 4.  | Armin Hary          | Leichtathletik | 2235   | Europameister über 100 Meter                                        |
| 5.  | Martin Lauer        | Leichtathletik | 1827   | Europarekord und Europameister über 110 Meter Hürden                |
| 6.  | Helmut Rahn         | Fußball        | 1667   | erfolgreichster Torschütze der Fußballnationalmannschaft            |
| 7.  | Paul Schmidt        | Leichtathletik | 1137   | EM-Bronzemedaille über 800 Meter                                    |
| 8.  | Heinz Fütterer      | Leichtathletik | 0827   |                                                                     |
| 9.  | Fritz Briel         | Kanusport      | 0714   | Weltmeister im Einer-Kajak über 1000 Meter                          |
| 10. | Täve Schur (DDR)    | Radsport       | 0679   | Radweltmeister der Amateure                                         |
| 11. | Marianne Werner     | Leichtathletik | 0520   | Europameisterin im Kugelstoßen                                      |

Das zweitbeste Ergebnis unter den Frauen erzielte die auf Platz 14 positionierte Roll- und Eiskunstläuferin Marika Kilius mit 443 Stimmen, am drittbesten schnitt die Eiskunstläuferin Ina Bauer mit 206 Stimmen ab (in der Gesamtwertung Rang 24).

## Mannschaften
|     | Mannschaft                                                                     | Sportart       | Punkte | Erfolge 1958                                   |
| --- | ------------------------------------------------------------------------------ | -------------- | ------ | ---------------------------------------------- |
| 1.  | Leichtathletiknationalmannschaft                                               | Leichtathletik | 0877   | mehrere Siege bei Länderkämpfen                |
| 2.  | Fußballnationalmannschaft                                                      | Fußball        | 0411   | vierter Platz bei der Weltmeisterschaft        |
| 3.  | 4-mal-100-Meter-Staffel (Mahlendorf, Hary, Steinbach, Fütterer, Lauer, Germar) | Leichtathletik | 0404   | Europameister und Weltrekordhalter             |
| 4.  | Springreiter-Equipe                                                            | Springreiten   | 0304   |                                                |
| 5.  | TSV 1860 München                                                               | Leichtathletik | 0156   | Deutscher Mannschaftsmeister Männer und Frauen |
| 6.  | Handballnationalmannschaft                                                     | Handball       | 0107   | dritter Platz bei der Weltmeisterschaft        |
| 7.  | Hockeynationalmannschaft                                                       | Hockey         | 090    |                                                |
| 8.  | FC Schalke 04                                                                  | Fußball        | 081    | Deutscher Meister                              |
| 9.  | Hansa Bremen                                                                   | Rudern         | 052    | Europameister im Vierer mit Steuermann         |
| 10. | Bertasee Duisburg                                                              | Kanusport      | 044    | Doppelweltmeister                              |